# Bašarinka
Bašarinka is een plaats in de gemeente Poreč in de Kroatische provincie Istrië. De plaats telt 182 inwoners (2001).